# سان جوان باوتيستا (كاليفورنيا)
سان جوان باوتيستا (بالإنجليزية: San Juan Bautista )‏ هي إحدى مدن مقاطعة سان بينيتو، كاليفورنيا. تم إعطاءها لقب مدينة في 4 مايو، 1896.

## التركيبة السكانية
حدّد مكتب تعداد الولايات المتحدة بيانات التركيبة السكانية لسان جوان باوتيستا في تعداد الولايات المتحدة. في ما يلي، التركيبة السكانية حسب تعدادي 2000 و2010.

### تعداد عام 2000
بلغ عدد سكان سان جوان باوتيستا 1,549 نسمة بحسب تعداد عام 2000، وبلغ عدد الأسر 567 أسرة وعدد العائلات 389 عائلة مقيمة في المدينة. في حين سجلت الكثافة السكانية 763.1 نسمة لكل كيلومتر مربع (1,976.4/ميل2). وبلغ عدد الوحدات السكنية 615 وحدة بمتوسط كثافة قدره 303 لكل كيلومتر مربع (784.8/ميل2).
وتوزع التركيب العرقي للمدينة بنسبة 62.30% من البيض و1.36% من الأمريكيين الأفارقة و1.23% من الأمريكيين الأصليين و2.65% من الأمريكيين ذوي الأصول الآسيوية و0.52% من سكان جزر المحيط الهادئ و25.24% من الأعراق الأخرى و6.71% من عرقين مختلطين أو أكثر و47.32% من الهسبانيون أو اللاتينيون من أي عرق.
بلغ عدد الأسر 567 أسرة كانت نسبة 38.4% منها لديها أطفال تحت سن الثامنة عشر تعيش معهم، وبلغت نسبة الأزواج القاطنين مع بعضهم البعض 50.1% من أصل المجموع الكلي للأسر، ونسبة 13.4% من الأسر كان لديها معيلات من الإناث دون وجود شريك، بينما كانت نسبة 5.1% من الأسر لديها معيلون من الذكور دون وجود شريكة وكانت نسبة 31.4% من غير العائلات. تألفت نسبة 23.6% من أصل جميع الأسر من عدة أفراد يعيشون في نفس المنزل ونسبة 9% كانت تتألف من شخص يعيش بمفرده يبلغ من العمر 65 عاماً أو أكثر. وبلغ متوسط حجم الأسرة المعيشية 2.73، أما متوسط حجم العائلات فبلغ 3.24.
بلغ العمر الوسطي للسكان 35.9 عاماً. وكانت نسبة 27.9% من القاطنين تحت سن الثامنة عشر، وكانت نسبة 7.4% بين الثامنة عشر والرابعة والعشرين عاماً، ونسبة 29.6% كانت واقعةً في الفئة العمرية ما بين الخامسة والعشرين والرابعة والأربعين عاماً، ونسبة 24.3% كانت ما بين الخامسة والأربعين والرابعة والستين، ونسبة 10.9% كانت ضمن فئة الخامسة والستين عاماً فما فوق. يوجد لكل 100 أنثى 98.1 ذكر، ويوجد لكل 100 أنثى في الثامنة عشر من عمرها فما فوق 99.5 ذكر.
بلغ متوسط دخل الأسرة في المدينة 43,355 دولارًا، أما متوسط دخل العائلة فبلغ 47,656 دولارًا. وكان متوسط دخل الذكور 40,089 دولارًا مقابل 27,063 دولارًا للإناث. وسجل دخل الفرد الخاص بالمدينة 19,882 دولارًا. وكانت نسبة 12.7% من العائلات ونسبة 15.5% من السكان تحت خط الفقر، وكان من هؤلاء نسبة 23.7% تحت سن الثامنة عشر ونسبة 12.2% في الخامسة والستين من العمر وما فوق.

### تعداد عام 2010
بلغ عدد سكان سان جوان باوتيستا 1,862 نسمة بحسب تعداد عام 2010، وبلغ عدد الأسر 681 أسرة وعدد العائلات 479 عائلة مقيمة في المدينة. في حين سجلت الكثافة السكانية 917.2 نسمة لكل كيلومتر مربع (2,375.5/ميل2). وبلغ عدد الوحدات السكنية 745 وحدة بمتوسط كثافة قدره 367 لكل كيلومتر مربع (950.5/ميل2).
وتوزع التركيب العرقي للمدينة بنسبة 60.42% من البيض و0.64% من الأمريكيين الأفارقة و3.11% من الأمريكيين الأصليين و2.79% من الأمريكيين ذوي الأصول الآسيوية و0.11% من سكان جزر المحيط الهادئ و26.53% من الأعراق الأخرى و6.39% من عرقين مختلطين أو أكثر و48.71% من الهسبانيون أو اللاتينيون من أي عرق.
بلغ عدد الأسر 681 أسرة كانت نسبة 33.6% منها لديها أطفال تحت سن الثامنة عشر تعيش معهم، وبلغت نسبة الأزواج القاطنين مع بعضهم البعض 50.7% من أصل المجموع الكلي للأسر، ونسبة 12.6% من الأسر كان لديها معيلات من الإناث دون وجود شريك، بينما كانت نسبة 7% من الأسر لديها معيلون من الذكور دون وجود شريكة وكانت نسبة 29.7% من غير العائلات. تألفت نسبة 23.1% من أصل جميع الأسر من عدة أفراد يعيشون في نفس المنزل ونسبة 7% كانت تتألف من شخص يعيش بمفرده يبلغ من العمر 65 عاماً أو أكثر. وبلغ متوسط حجم الأسرة المعيشية 2.73، أما متوسط حجم العائلات فبلغ 3.21.
بلغ العمر الوسطي للسكان 38.7 عاماً. وكانت نسبة 23.1% من القاطنين تحت سن الثامنة عشر، وكانت نسبة 9.6% بين الثامنة عشر والرابعة والعشرين عاماً، ونسبة 25.6% كانت واقعةً في الفئة العمرية ما بين الخامسة والعشرين والرابعة والأربعين عاماً، ونسبة 29.9% كانت ما بين الخامسة والأربعين والرابعة والستين، ونسبة 11.9% كانت ضمن فئة الخامسة والستين عاماً فما فوق. وتوزع التركيب الجنسي للسكان بنسبة 48% ذكور و52% إناث.

## أعلام
- إد ووكر
- ستيف هورن